# Jatuquira
Jatuquira (auch Jatuquira Colchani) ist eine Ortschaft im Departamento La Paz im südamerikanischen Andenstaat Bolivien.

## Lage im Nahraum
Jatuquira ist zentraler Ort des Kanton Pusuta im Municipio Patacamaya in der Provinz Aroma und liegt auf einer Höhe von 3857 m. Die Ortschaft liegt am Ufer des Río Jachcha Jahuira, der periodisch zum Río Desaguadero hin entwässert.

## Geographie
Jatuquira liegt auf der bolivianischen Hochebene zwischen den Anden-Gebirgsketten der Cordillera Occidental im Westen und der Cordillera Central im Osten. Das Klima der Region ist ein typisches Tageszeitenklima, bei dem die Schwankungen der mittleren Tagestemperaturen deutlicher ausfallen als die Temperaturschwankungen zwischen den Jahreszeiten.
Die Jahresdurchschnittstemperatur der Region liegt bei etwa 7 °C, die Monatswerte schwanken nur unwesentlich zwischen 4 °C im Juni/Juli und 9 °C im November/Dezember (siehe Klimadiagramm Patacamaya). Der Jahresniederschlag beträgt 460 mm, die Monatsniederschläge liegen zwischen unter 10 mm von Mai bis August und bei 110 mm im Januar.

## Verkehrsnetz
Jatuquira liegt in einer Entfernung von 109 Straßenkilometern südlich von La Paz, der Hauptstadt des Departamentos.
Von La Paz aus führt die Nationalstraße Ruta 2 in südwestlicher Richtung zur Nachbarstadt El Alto, von dort aus die Ruta 1 weiter in südlicher Richtung nach Calamarca und erreicht nach 96 Kilometern Jatuquira. Die Straße verläuft dann in südöstlicher Richtung nach Patacamaya, wo sie die ost-westlich verlaufende Ruta 4 kreuzt, und weiter über Oruro, Potosí und Tarija bis Bermejo an der Grenze zu Argentinien.

## Bevölkerung
Die Einwohnerzahl der Ortschaft ist in dem Jahrzehnt zwischen den beiden letzten Volkszählungen um etwa zehn Prozent angestiegen:
| Jahr | Einwohner | Quelle       |
| ---- | --------- | ------------ |
| 1992 | 101       | Volkszählung |
| 2001 | 114       | Volkszählung |
| 2012 | 109       | Volkszählung |
| 2024 |           | Volkszählung |

Die Region weist einen hohen Anteil an Aymara-Bevölkerung auf, im Municipio Patacamaya sprechen 83,2 Prozent der Bevölkerung die Aymara-Sprache.